# SN 2004P
SN 2004P – supernowa typu Ia odkryta 23 stycznia 2004 roku w galaktyce UGC 8561. W momencie odkrycia miała maksymalną jasność 16,30m.